# Вареновское сельское поселение
Вареновское сельское поселение — муниципальное образование в Неклиновском районе Ростовской области.
Административный центр поселения — село Вареновка.

## Состав сельского поселения
| № | Населённый пункт | Тип населённого пункта       | Население |
| - | ---------------- | ---------------------------- | --------- |
| 1 | Бессергеновка    | село                         | 1829      |
| 2 | Вареновка        | село, административный центр | 3148      |

## Население
| 2010  | 2012  | 2013  | 2014  | 2015  | 2016  | 2017  | 2018  | 2019  |
| ----- | ----- | ----- | ----- | ----- | ----- | ----- | ----- | ----- |
| 4977  | ↗5064 | ↗5206 | ↗5463 | ↗5672 | ↗5708 | ↗5726 | ↘5694 | ↗5711 |
| 2020  | 2021  |       |       |       |       |       |       |       |
| ↗5759 | ↗5874 |       |       |       |       |       |       |       |